# Aprovechamiento (urbanismo)
El aprovechamiento urbanístico, o derecho al aprovechamiento urbanístico, en el ámbito jurídico, en España, hay que conceptuarlo considerando para ello la subordinación de la propiedad del suelo a su fin social (cfr. art. 33.2 de la Constitución española) y también al mandato constitucional de hacer participar a la comunidad en las plusvalías que genere la acción urbanizadora de los entes públicos (cfr. el art. 47 de la Constitución Española de 1978). 

## Concepto de aprovechamiento urbanístico
Podemos definir el derecho al aprovechamiento urbanístico como la cuantificación del ius aedificandi, derivado del régimen urbanístico de la propiedad del suelo, efectuada por la Administración pública, aunque sólo esté meramente programado, para un espacio superficial sin atribución individualizada, que se contiene y denomina también, una vez que ha sido delimitado en usos, derechos y deberes, en lo que se conoce como estatuto de la propiedad del suelo (cfr. el art. 7 del Texto Refundido de la Ley de Suelo de 2008). 
Resaltar en este punto que no se debe confundir el aprovechamiento urbanístico con el derecho de superficie pues si bien ambos contienen una porción separada del ius aedificandi de la propiedad del suelo, solamente esta porción es apta para acometer de inmediato la construcción en el caso del derecho de superficie, pues el aprovechamiento urbanístico está inmaduro para ese fin pues tan sólo es un instrumento de la técnica urbanística de la equidistribución de beneficios y cargas.

## Autonomía del derecho al aprovechamiento urbanístico
Las cuantificación y delimitaciones zonales, referidas antes al conceptuar el aprovechamiento urbanístico, sin atribución individualizada, suponen el hecho de consecuencias jurídicas originador de la posterior separación temporal del ius aedificandi de la propiedad del suelo (que se exterioriza con la expresión metros-techo, o metros cuadrados-techo), y es además ese hecho, junto con el cumplimiento de ciertos deberes que conllevan cesiones gratuitas a favor de la Administración pública, en el procedimiento administrativo de ejecución urbanística, el fenómeno que posibilita el hecho determinante en España de la inscripción registral, ya individualizada, del derecho al aprovechamiento urbanístico cuantificado, tras cuya perfección adopta una nueva, e importante, dimensión patrimonial la cual, aunque sólo es temporal, resulta ser autónoma para el mundo del derecho en ese lapso, con capacidad de ser objeto de contratos y negocios jurídicos, de transferencia y gravamen, urbanístico y privado (hipoteca del derecho al aprovechamiento urbanístico), con separación del suelo de su origen, incluso capaz de atribuir a su titular el derecho a ser indemnizado en los supuestos de revisión, o modificación anticipada, del planeamiento urbanístico que lo cuantificó. Todo ello conforma, como se ha expresado antes, la aceptación generalizada en España del carácter estatutario del contenido, en derechos y cargas, de la propiedad del suelo.

## Clases de aprovechamiento urbanístico
Existen diversas clases de aprovechamiento urbanístico, dependiendo de la Comunidad autónoma española en la que nos encontremos, siendo las más consolidadas en el derecho español, las denominadas como aprovechamiento tipo, aprovechamiento medio, aprovechamiento materializable, aprovechamiento apropiable, aprovechamiento subjetivo, o aprovechamiento lucrativo. En clave técnica Cfr. aprovechamiento urbanístico (España).